# António de Cértima
António de Cértima foi um escritor português, nascido no lugar de Gesta, freguesia de Oiã, concelho de  Oliveira do Bairro, em 27 de Julho de 1894 e falecido no Caramulo, Tondela, a 21 de Janeiro de 1983. Foi baptizado no entanto com o nome de António Augusto Gomes Cruzeiro.
Seguiu a carreira diplomática, tendo sido cônsul em Dacar e Sevilha. Dedicou-se depois à vida comercial.